# Ficinia rigida
Ficinia rigida är en halvgräsart som beskrevs av Margaret Rutherford Bryan Levyns. Ficinia rigida ingår i släktet Ficinia och familjen halvgräs. Inga underarter finns listade i Catalogue of Life.